# Сосновка (Біжбуляцький район)
Сосно́вка (рос. Сосновка, башк. Сосновка) — присілок у складі Біжбуляцького району Башкортостану, Росія. Входить до складу Кош-Єлгинської сільської ради.
Населення — 44 особи (2010; 93 в 2002).
Національний склад:
- чуваші — 98 %